# Anja Pärson
Anja Sofia Tess Pärson ou Anja Paerson (Uma, Suécia, 25 de abril de 1981) é uma esquiadora alpina profissional sueca. Foi a primeira a conquistar as quatro modalidades de esqui alpino na história e é quarta maior vencedora de provas alpinas individuais.
Paerson ganhou a medalha de ouro nos Jogos Olímpicos de Inverno de 2006 em Turim, na prova de slalom.
Em junho de 2012, Pärson anunciou no programa de rádio sueco Sommar que estava em um relacionamento com uma mulher, Filippa Rådin, nos últimos cinco anos, e que elas estavam esperando um filho juntas. Seu filho, Elvis, nasceu em 4 de julho de 2012. Em 2 de agosto de 2014, Anja Pärson e Filippa se casaram em Umeå, Suécia. A ex-líder do Partido Social-Democrata Sueco, Mona Sahlin, oficiou o casamento. Em janeiro de 2015, o casal anunciou que Pärson estava grávida de seu segundo filho, um menino chamado Maximilian, que nasceu em maio de 2015.

## Sucessos

### Jogos Olímpicos de Inverno
| Olimpíada           | Local              | Data                    | Disciplina     | Resultado |
| ------------------- | ------------------ | ----------------------- | -------------- | --------- |
| Salt Lake City 2002 | Deer Valley        | 20 de fevereiro de 2002 | Slalom         | Bronze    |
| Salt Lake City 2002 | Park City          | 22 de fevereiro de 2002 | Slalom gigante | Prata     |
| Turim 2006          | San Sicario        | 15 de fevereiro de 2006 | Downhill       | Bronze    |
| Turim 2006          | San Sicario        | 18 de fevereiro 2006    | Combinação     | Bronze    |
| Turim 2006          | Sestriere          | 22 de fevereiro de 2006 | Slalom         | Ouro      |
| Vancouver 2010      | Whistler Creekside | 14 de fevereiro de 2010 | Combinado      | Bronze    |

### Vitórias na Copa do Mundo

#### Resultados gerais
| Temporada | Prova          |
| --------- | -------------- |
| 2003      | Slalom Gigante |
| 2004      | Slalom Gigante |
| 2004      | Slalom         |
| 2004      | Campeã geral   |
| 2005      | Campeã geral   |
| 2006      | Slalom Gigante |

#### Corridas individuais
42 vitórias (18 Slalom, 11 Slalom gigante, 4 Super G, 6 Downhill, 3 Super Combinado)
| Data                 | Local                 | Prova           |
| -------------------- | --------------------- | --------------- |
| 3 de Dezembro 1998   | Mammoth Mountain      | Slalom          |
| 9 de Dezembro 2001   | Sestrières            | Slalom          |
| 29 de Dezembro 2001  | Lienz                 | Slalom          |
| 5 de Janeiro 2002    | Maribor               | Slalom          |
| 6 de Janeiro 2002    | Maribor               | Slalom          |
| 30 de Novembro 2002  | Aspen                 | Slalom          |
| 15 de Dezembro 2002  | Sestrières            | KO-Slalom       |
| 19 de Janeiro 2003   | Cortina d'Ampezzo     | Slalom Gigante  |
| 25 de Janeiro 2003   | Maribor               | Slalom Gigante  |
| 26 de Janeiro 2003   | Maribor               | Slalom          |
| 6 de Março 2003      | Åre                   | Slalom Gigante  |
| 28 de Novembro 2003  | Park City             | Slalom Gigante  |
| 29 de Novembro 2003  | Park City             | Slalom          |
| 16 de Dezembro 2003  | Madonna di Campiglio  | Slalom          |
| 28 de Dezembro 2003  | Lienz                 | Slalom          |
| 5 de Janeiro 2004    | Megève                | Slalom          |
| 24 de Janeiro 2004   | Maribor               | Slalom Gigante  |
| 25 de Janeiro 2004   | Maribor               | Slalom          |
| 7 de Fevereiro 2004  | Zwiesel               | Slalom Gigante  |
| 8 de Fevereiro 2004  | Zwiesel               | Slalom          |
| 21 de Fevereiro 2004 | Åre                   | Slalom Gigante  |
| 14 de Março 2004     | Sestrières            | Slalom Gigante  |
| 23 de Novembro 2004  | Sölden                | Slalom Gigante  |
| 23 de Janeiro 2005   | Maribor               | Slalom          |
| 25 de Fevereiro 2005 | San Sicario           | Super G         |
| 26 de Fevereiro 2005 | San Sicario           | Downhill        |
| 11 de Dezembro 2005  | Aspen                 | Slalom          |
| 22 de Dezembro 2005  | Špindlerův Mlýn       | Slalom          |
| 28 de Dezembro 2005  | Lienz                 | Slalom Gigante  |
| 13 de Janeiro 2006   | Bad Kleinkirchheim    | Downhill        |
| 27 de Janeiro 2006   | Cortina d'Ampezzo     | Super G         |
| 4 de Fevereiro 2006  | Ofterschwang          | Slalom Gigante  |
| 11 de Março 2006     | Levi                  | Slalom          |
| 15 de Março 2006     | Åre                   | Downhill        |
| 15 de Março 2007     | Lenzerheide           | Super G         |
| 15 de Dezembro 2007  | St. Moritz            | Downhill        |
| 16 de Dezembro 2007  | St. Moritz            | Super G         |
| 9 de Março 2008      | Crans-Montana         | Super Combinado |
| 19 de Dezembro 2008  | St. Moritz            | Super Combinado |
| 18 de Janeiro 2009   | Altenmarkt-Zauchensee | Downhill        |
| 29 de Janeiro 2010   | St. Moritz            | Super Combinado |
| 5 de março 2011      | Tarvisio              | Downhill        |